# Winthemia cylindrica
Winthemia cylindrica là một loài ruồi trong họ Tachinidae.